# Villiers-sur-Marne
Pour les articles homonymes, voir Villiers et Villiers-sur-Marne (homonymie).
Villiers-sur-Marne est une commune française située dans le département du Val-de-Marne en région Île-de-France.

## Géographie

### Localisation

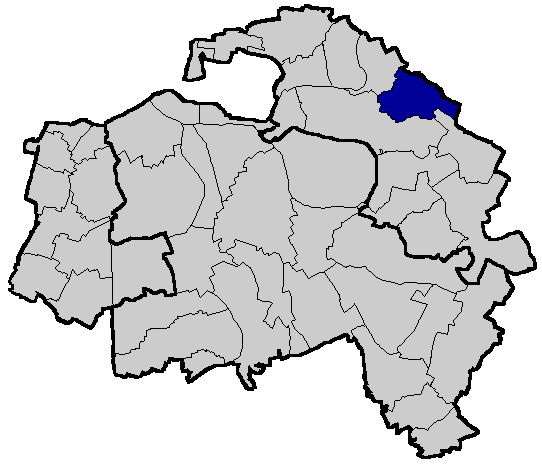
Localisation de Villiers-sur-Marne dans le Val-de-Marne.

La commune est située à une quinzaine de kilomètres de Paris. Venant de la capitale, Villiers marque ainsi l'une des portes d'entrée de la ville nouvelle de Marne-la-Vallée.

### Communes limitrophes
Les communes limitrophes sont Noisy-le-Grand, Bry-sur-Marne, Champigny-sur-Marne et Le Plessis-Trévise.
| Bry-sur-Marne       | Noisy-le-Grand      | Noisy-le-Grand     |
| Bry-sur-Marne       | Villiers-sur-Marne  | Noisy-le-Grand     |
| Champigny-sur-Marne | Champigny-sur-Marne | Le Plessis-Trévise |

### Hydrographie
Curieusement, il s'avère que la Marne ne coule pas à Villiers-sur-Marne. La rivière passe en effet légèrement[pas clair] plus à l'ouest, à Bry-sur-Marne, puis tout au nord à Noisy-le-Grand. Néanmoins, de petits ruisseaux coulaient autrefois à Villiers [Lequel ?], dont le ru de la Lande, désormais canalisé et transformé en égout souterrain, en dessous de la voie de chemin de fer. Le nom Marne vient du fait que le sous-sol est formé entre autres de marne bleue, glaise qui est humidifiée par le réseau souterrain des eaux et qui rend le sol instable lors de périodes de sécheresse suivies de réhydratation. Ainsi les constructions subissent ces mouvements de terrains qui les fragilisent et des fissures plus ou moins importantes apparaissent régulièrement.

### Climat
Pour des articles plus généraux, voir Climat de l'Île-de-France et Climat du Val-de-Marne.
En 2010, le climat de la commune est de type climat océanique dégradé des plaines du Centre et du Nord, selon une étude du CNRS s'appuyant sur une série de données couvrant la période 1971-2000. En 2020, Météo-France publie une typologie des climats de la France métropolitaine dans laquelle la commune est exposée à un climat océanique altéré et est dans la région climatique Sud-ouest du bassin Parisien, caractérisée par une faible pluviométrie, notamment au printemps (120 à 150 mm) et un hiver froid (3,5 °C).
Pour la période 1971-2000, la température annuelle moyenne est de 11,1 °C, avec une amplitude thermique annuelle de 15,2 °C. Le cumul annuel moyen de précipitations est de 675 mm, avec 10,4 jours de précipitations en janvier et 7,8 jours en juillet. Pour la période 1991-2020, la température moyenne annuelle observée sur la station météorologique la plus proche, située à Neuilly-sur-Marne à 4 km à vol d'oiseau, est de 12,3 °C et le cumul annuel moyen de précipitations est de 721,2 mm,. Pour l'avenir, les paramètres climatiques de la commune estimés pour 2050 selon différents scénarios d'émission de gaz à effet de serre sont consultables sur un site dédié publié par Météo-France en novembre 2022.
| Mois                                  | jan.           | fév.             | mars          | avril         | mai           | juin          | jui.          | août          | sep.          | oct.            | nov.            | déc.            | année     |
| ------------------------------------- | -------------- | ---------------- | ------------- | ------------- | ------------- | ------------- | ------------- | ------------- | ------------- | --------------- | --------------- | --------------- | --------- |
| Température minimale moyenne (°C)     | 2,1            | 1,9              | 4             | 6,2           | 9,8           | 13,1          | 15,1          | 14,7          | 11,2          | 8,5             | 5               | 2,6             | 7,8       |
| Température moyenne (°C)              | 4,9            | 5,4              | 8,5           | 11,5          | 15,1          | 18,4          | 20,7          | 20,4          | 16,6          | 12,7            | 8,1             | 5,4             | 12,3      |
| Température maximale moyenne (°C)     | 7,7            | 9                | 13,1          | 16,8          | 20,4          | 23,8          | 26,2          | 26,2          | 22            | 16,9            | 11,3            | 8,1             | 16,8      |
| Record de froid (°C) date du record   | −17 17.01.1985 | −12,5 08.02.1991 | −9,5 13.03.13 | −4,3 06.04.21 | −0,6 06.05.19 | 4 04.06.01    | 7,5 31.07.15  | 5 30.08.1986  | 1,5 30.09.18  | −4,5 30.10.1997 | −8,7 24.11.1998 | −8,9 29.12.1996 | −17 1985  |
| Record de chaleur (°C) date du record | 16,6 28.01.02  | 21,4 27.02.19    | 26,9 31.03.21 | 29,9 20.04.18 | 33,1 27.05.05 | 38,3 27.06.11 | 42,5 25.07.19 | 40,5 12.08.03 | 36,3 08.09.23 | 29,7 03.10.11   | 22,5 08.11.15   | 18 07.12.00     | 42,5 2019 |
| Précipitations (mm)                   | 57,7           | 50,6             | 51,5          | 50,2          | 72,4          | 62,4          | 64,4          | 60,4          | 52,2          | 60,5            | 62,8            | 76,1            | 721,2     |

## Urbanisme

### Typologie
Au 1er janvier 2024, Villiers-sur-Marne est catégorisée grand centre urbain, selon la nouvelle grille communale de densité à sept niveaux définie par l'Insee en 2022.
Elle appartient à l'unité urbaine de Paris, une agglomération inter-départementale regroupant 407  communes, dont elle est une commune de la banlieue,,. Par ailleurs la commune fait partie de l'aire d'attraction de Paris, dont elle est une commune du pôle principal,. Cette aire regroupe 1 929 communes,.

### Occupation des sols simplifiée
Le territoire de la commune se compose en 2017 de 1,58 % d'espaces agricoles, forestiers et naturels, 12,55   % d'espaces ouverts artificialisés et 85,87 % d'espaces construits artificialisés

### Morphologie urbaine
Liste des quartiers :
- Les Portes de Villiers (espace Commercial)
- Les Hautes Noues (quartier limitrophe de Noisy-le-Grand)
- Les Armoiries/Le Château (centre commercial des Armoiries)
- Les Boutareines (Ikea, Bricorama), à proximité de Champigny-sur-Marne
- Les Perroquets
- Les Ponceaux
- Les Luats
- Le Bois de Gaumont
- Les Fontaines Giroux (studios SFP/INA), près de Bry-sur-Marne
- Centre (cinéma Le Casino, église catholique, mairie, bibliothèque, bureau de poste)
- Les Morvrains
- Les équipements sportifs (gymnase Yves-Querlier, piscine municipale L'Hippocampe, stade Octave-Lapize, gymnase Léo-Lagrange, gymnase Abel-Rospide, gymnase Géo-André, stade Jules-Rimet), à proximité du quartier des Richardets à Noisy-le-Grand.

### Habitat et logement
En 2020, le nombre total de logements dans la commune était de 13 288, alors qu'il était de 11 554 en 2015 et de 10 995 en 2010.
Parmi ces logements, 94,5 % étaient des résidences principales, 1,6 % des résidences secondaires et 3,9 % des logements vacants. Ces logements étaient pour 32,1 % d'entre eux des maisons individuelles et pour 65,7 % des appartements.
Le tableau ci-dessous présente la typologie des logements à Villiers-sur-Marne en 2020 en comparaison avec celle du Val-de-Marne et de la France entière. Une caractéristique marquante du parc de logements est ainsi une proportion de résidences secondaires et logements occasionnels (1,6 %) inférieure à celle du département (1,9 %) et à celle de la France entière (9,7 %). Concernant le statut d'occupation de ces logements, 50,9 % des habitants de la commune sont propriétaires de leur logement (52,4 % en 2015), contre 44,8 % pour le Val-de-Marne et 57,5 pour la France entière.
| Typologie                                               | Villiers-sur-Marne | Val-de-Marne | France entière |
| ------------------------------------------------------- | ------------------ | ------------ | -------------- |
| Résidences principales (en %)                           | 94,5               | 92,3         | 82,1           |
| Résidences secondaires et logements occasionnels (en %) | 1,6                | 1,9          | 9,7            |
| Logements vacants (en %)                                | 3,9                | 5,8          | 8,2            |

En 2020, la ville, tenue par l'article 55 de la loi SRU de disposer d'au moins 25 % du parc de ses résidences principales en logements sociaux, respecte ses obligations

### Voies de communication et transports

#### Voies routières
La commune est reliée à Paris par l'autoroute A4 (qui dessert le nord et l'ouest de la ville).

##### Transports ferroviaires
La ville de Villiers-sur-Marne est desservie par une gare du RER E sur les branches E3 (Villiers-sur-Marne - Le Plessis-Trévise) et E4 (Tournan) :
- La gare de Villiers-sur-Marne - Le Plessis-Trévise (bordée par la place Pierre-Semard) est implantée dans la commune de Villiers-sur-Marne. Elle est desservie par le RER E qui permet de se rendre entre 18–22 minutes (Villiers-sur-Marne - Val de Fontenay sans arrêt), 28–32 minutes (si arrêts entre Villiers-sur-Marne et Haussmann Saint-Lazare) à Paris (Gare Rosa Parks, gare de Magenta et de gare d'Haussmann Saint-Lazare).
- Les bus 206, 207 et 306 permettent de rejoindre le RER A à Noisy-le-Grand qui se situe a 5–10 minutes du centre-ville et permet aux habitants de Villiers de se rendre à Paris en 15 minutes (Nation).

Dans le futur, la ville sera desservie par :
- La future station de Bry-Villiers-Champigny sera desservie par la ligne 15 du métro de Paris et sera en correspondance avec le RER E et la ligne P dans la future gare du même nom. Elle sera implantée dans la commune de Villiers-sur-Marne dans le sud de Bry-sur-Marne et à proximité de Champigny-sur-Marne.

##### Bus
La commune est desservie en journée par les lignes 106, 110, 120, 206, 207, 209, 210, 306, 308 et 310 du réseau de bus RATP, et la nuit, par les lignes N33 et N35 et N130 du Noctilien.

## Toponymie

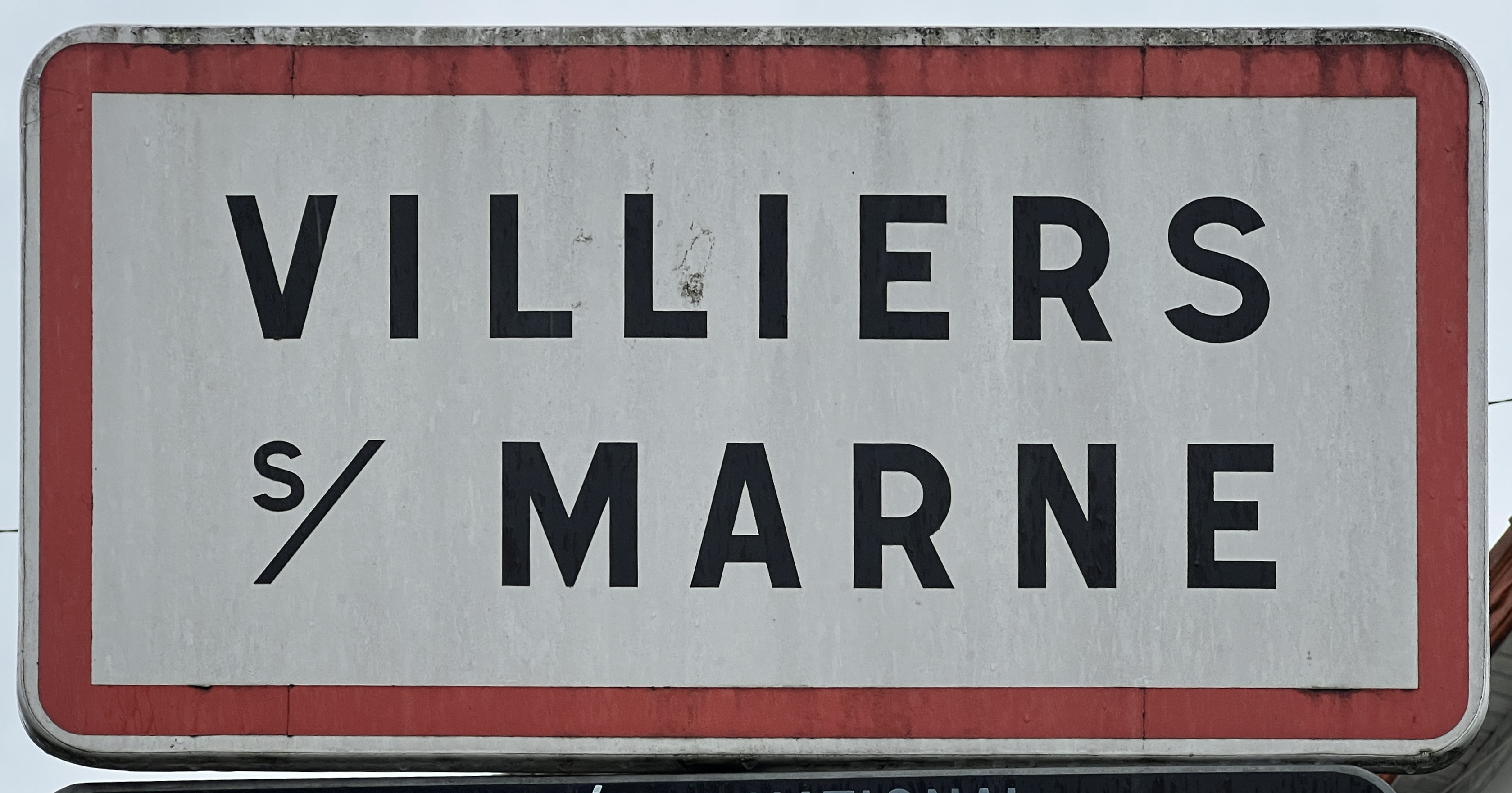
Panneau d'entrée dans la commune.

Villarium au XIIIe siècle, Villare ad Matronam, Villaria versus Campiniacum.
La ville compte aussi de nombreux autres espaces naturels (près de 14 ha au total), comme le Parc du Bois-St-Denis, ou le Bois-Saint-Martin, au sud-est de la commune, et partagé avec Noisy-le-Grand, le Plessis-Trévise, Émerainville et Pontault-Combault.

## Histoire
Lors de la Guerre franco-allemande de 1870, du 30 novembre au 2 décembre 1870 se déroule sur le territoire communal, à l'emplacement du magasin Ikea, la Bataille de Champigny, qui  marque la principale tentative de sortie des armées du Gouvernement de la Défense nationale, menée sous les murs de Paris assiégée après la capitulation de Napoléon III. Elle a lieu autour d'un château occupé par les Allemands que les 80 000 hommes envoyés sur le plateau briard par le général Ducrot auraient dû déloger afin de percer les lignes prussiennes. La bataille, menée dans des conditions épouvantables, par −10 °C avec un sol enneigé, voit la mort de 9 000 soldats français et de 3 000 soldats allemands,.
Dans les années 1930, de nombreux lotissements vont être construits (notamment au Bois de Gaumont), ce qui va transformer le village en petite ville de banlieue.
Le développement de la ville nouvelle de Marne-la-Vallée, à laquelle Villiers appartient (secteur 1), va également permettre, au cours des années 1960/1970, l'émergence de nombreux quartiers neufs (Portes de Villiers, Hautes Noues, Boutareines, Luats...), à la place d'anciens espaces vides ou agricoles, et l'essor économique de la ville (installation de nombreuses enseignes commerciales).
En 2024, la ville célèbre son millénaire, ponctué de nombreuses manifestations et animations.

## Politique et administration

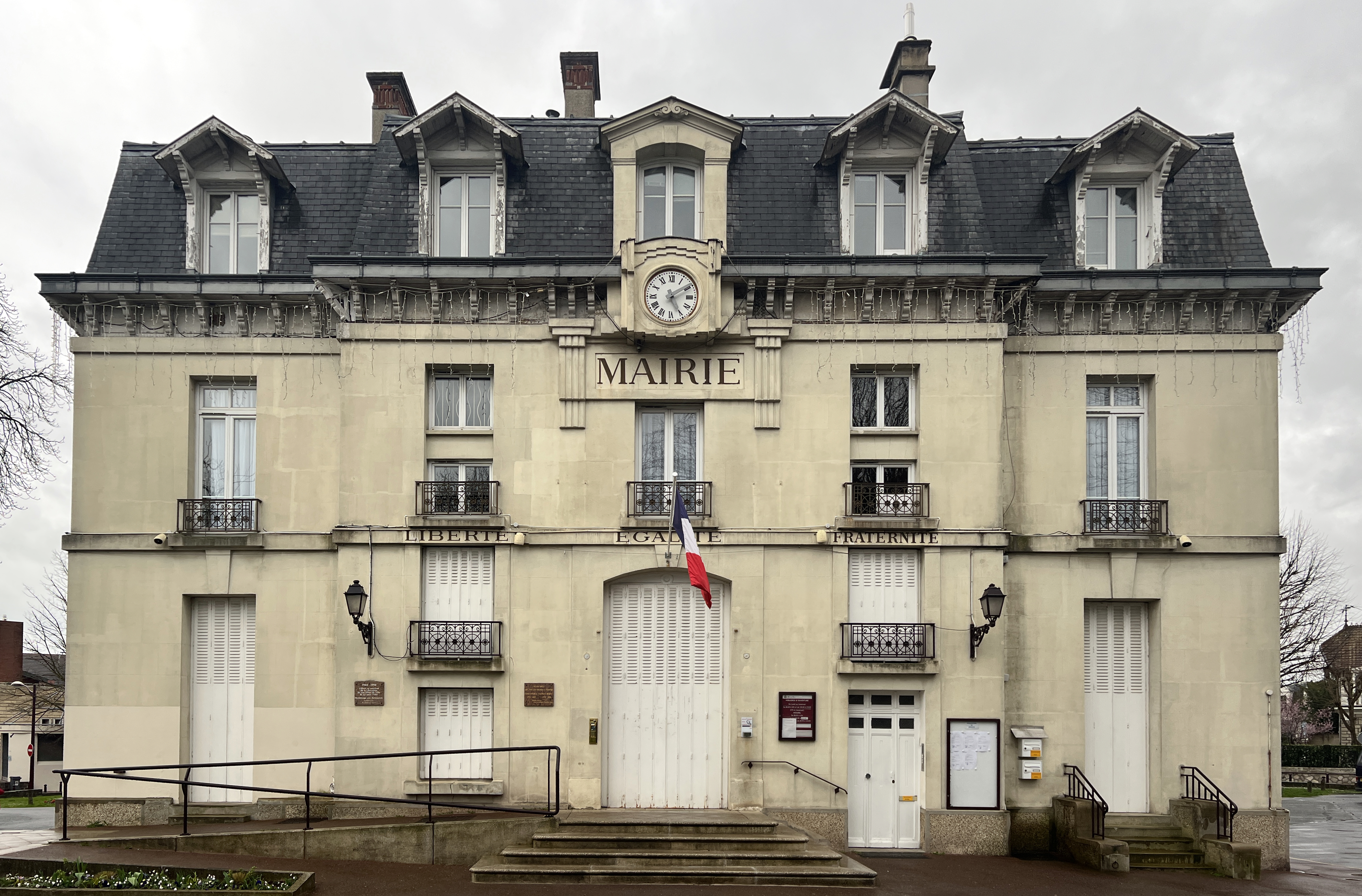
La mairie.

### Rattachements administratifs et électoraux
Jusqu’à la loi du 10 juillet 1964, la commune faisait partie du département de Seine-et-Oise. Le redécoupage des anciens départements de la Seine et de Seine-et-Oise fait que la commune appartient désormais au Val-de-Marne à la suite d'un transfert administratif effectif le 1er janvier 1968.
Villiers-sur-Marne appartient, avec les communes de Bry-sur-Marne et Noisy-le-Grand, au secteur I de la ville nouvelle de Marne-la-Vallée, dénommé Porte de Paris.
Elle est depuis 1976 le bureau centralisateur du canton de Villiers-sur-Marne, qui, dans le cadre du redécoupage cantonal de 2014 en France, s'est étendu et regroupe désormais Villiers-sur-Marne, Bry-sur-Marne et Le Plessis-Trévise.

### Intercommunalité
Jusqu'en 2015, la commune n'était membre d'aucune intercommunalité à fiscalité propre.
Dans le cadre de la mise en œuvre de la volonté gouvernementale de favoriser le développement du centre de l'agglomération parisienne comme pôle mondial est créée, le 1er janvier 2016, la métropole du Grand Paris (MGP), à laquelle la commune a été intégrée.
La loi portant nouvelle organisation territoriale de la République du 7 août 2015 (loi NOTRe) prévoit également la création le 1er janvier 2016 d'établissements publics territoriaux (EPT), qui regroupent l'ensemble des communes de la métropole à l'exception de Paris, et assurent des fonctions de proximité en matière de politique de la ville, d'équipements culturels, socioculturels, socio-éducatifs et sportifs, d'eau et assainissement, de gestion des déchets ménagers et d'action sociale, et exerçant également les compétences que les communes avaient transférées aux intercommunalités supprimées.
La commune fait donc également partie depuis le 1er janvier 2016 de l'établissement public territorial Paris-Est-Marne et Bois créé par un décret du 11 décembre 2015.

### Tendances politiques et résultats
Au  second tour des élections municipales de 2014 dans le Val-de-Marne, la liste UMP-UDI menée par le maire sortant Jacques-Alain Bénisti obtient la majorité absolue des suffrages exprimés, avec 4 605 voix (52,43 %, 27 conseillers municipaux élus), devançant très largement celles menées  respectivement par : 

- Simonne Abraham-Thisse (PS-PCF-EELV, 2 966 voix, 33,76 %, 6 conseillers municipaux élus) ; 

- Gilles Parmentier 	(FN, 1 212 voix, 13,79 %, 2 conseillers municipaux élus) ;

lors d'un scrutin où 46,26 % des électeurs se sont abstenus.
Au second tour des élections municipales de 2020 dans le Val-de-Marne, la liste LR-UDI menée par le maire sortant Jacques-Alain Bénisti obtient la majorité des suffrages exprimés, avec 2 665 voix (46,02 %, 26 conseillers municipaux dont un métropolitain), devançant largement celles menées respectivement par : 

- Frédéric Massot 	PS-PRG-G.s-MRC-GRS-GE-PP-MDP, qui bénéficiait de la fusion des listes LREM et EÉLV du 1er tour, 2 145 voix, 37,04 %,  6 conseillers municipaux élus) ;

- Adel Amara (DVG-LFI, 980 voix, 16,92 %, 3 conseillers municipaux élus);

lors d'un scrutin marqué par la pandémie de Covid-19 en France où 63,45 % des électeurs se sont abstenus.

### Liste des maires
| Période      | Période                        | Identité                          | Étiquette                       | Qualité |
| ------------ | ------------------------------ | --------------------------------- | ------------------------------- | --- |
| 1792         | 1793                           | Claude Trotin                     |                                 | |
| 1793         | 1794                           | François Malle                    |                                 | |
| 1794         | 1798                           | Claude Pemez                      |                                 | |
| 1798         | 1799                           | Louis Chaussée                    |                                 | |
| 1799         | 1800                           | Pierre Boisseau                   |                                 | |
| 1800         | 1809                           | Claude Trotin                     |                                 | |
| 1809         | 1815                           | Henri de Saint-Martin             |                                 | |
| 1815         | 1815                           | Claude Pierre Jacmart             |                                 | |
| 1815         | 1825                           | Henri de Saint-Martin             |                                 | |
| 1825         | 1830                           | François Marie Lamanet de Navenne |                                 | |
| 1830         | 1835                           | Achille Delamarre                 |                                 | |
| 1835         | 1842                           | Pierre Chatard                    |                                 | |
| 1842         | 1843                           | Pierre Barbot                     |                                 | |
| 1843         | 1848                           | Hyacinthe Reine                   |                                 | |
| 1848         | 1848                           | Joseph Pierson                    |                                 | |
| 1848         | 1856                           | Octidi Theurlot                   |                                 | |
| 1856         | 1866                           | Hyacinthe Reine                   |                                 | |
| 1866         | 1866                           | Jean-Louis Maximilien Gallet      |                                 | |
| 1866         | 1870                           | Jules Poupinel                    |                                 | |
| 1870         | 1876                           | Paul Remoiville                   |                                 | |
| 1876         | 1878                           | Denis Guinegagne                  |                                 | |
| 1878         | 1881                           | Paul Remoiville                   |                                 | |
| 1881         | 1888                           | Alexis Quirin                     |                                 | |
| 1888         | 1892                           | Victor Onfray                     |                                 | |
| 1892         | 1909                           | Alexis Quirin                     |                                 | |
| 1909         | 1914                           | Auguste Bernier                   | Rad.                            | |
| 1914         | 1918                           | Sulpice Guinegagne                |                                 | |
| 1918         | 1924                           | Auguste Bernier                   | Rad.                            | Conseiller général de Boissy-Saint-Léger (1919 → 1924) Mort en fonction |
| 1924         | 1925                           | Louis Lhuillier                   |                                 | |
| 1925         | 1930                           | Léon Dauer                        |                                 | |
| 1930         | 1935                           | Alphonse Toury                    |                                 | |
| 1935         | 1936                           | Jean Sarrasin                     |                                 | |
| 1936         | 1941                           | Louis Marchal                     |                                 | |
| 1941         | 1944                           | Philippe Lemercier                |                                 | |
| 1944         | 1944                           | Christian Lavallée                |                                 | |
| 1944         | 1945                           | Marcel Liaudon                    |                                 | |
| 1945         | octobre 1947                   | André Rouy                        | SFIO                            | Représentant de commerce |
| octobre 1947 | mai 1953                       | Marcel Liaudon                    | RPF                             | |
| mai 1953     | mars 1977                      | André Rouy                        | SFIO puis PS puis DVG (PS app.) | Représentant de commerce Conseiller général de Chennevières (1967 → 1970) Conseiller général de Villiers-sur-Marne (1976 → 1982) |
| mars 1977    | juin 1995                      | Serge Delaporte                   | PS                              | Conseiller général de Villiers-sur-Marne (1988 → 1994) Conseiller régional d'Île-de-France |
| juin 1995    | En cours (au 27 novembre 2023) | Jacques-Alain Bénisti             | UDF-FD puis UMP → LR            | Dirigeant d'une entreprise d'édition Député du Val-de-Marne (4e circ.) (2002 → 2017) Conseiller général puis départemental de Villiers-sur-Marne (1994 → 2003 et 2021 → 2023) Vice-président de l'EPT Paris-Est-Marne et Bois (2016 →) |

### Jumelages
| Ville | Ville              | Pays | Pays        | Période     |
| ----- | ------------------ | ---- | ----------- | ----------- |
|       | Bishop’s Stortford |      | Royaume-Uni | 1965-2011   |
|       | Entroncamento      |      | Portugal    | depuis 1990 |
|       | Friedberg          |      | Allemagne   | depuis 1965 |

De 1965 jusqu'à fin 2011, Villiers-sur-Marne était jumelée avec Bishop's Stortford, ville britannique d'environ 35 000 habitants dans le Hertfordshire (est de l'Angleterre). En novembre 2011, le conseil municipal de Bishop's Stortford, dirigée par le Parti conservateur, annonça sans explication la rupture de son jumelage avec Villiers-sur-Marne et Friedberg. S'adressant au journal The Guardian, un conseiller municipal libéral-démocrate suggéra qu'il s'agissait d'une manifestation d'euroscepticisme conservateur. Les autorités municipales démentirent, affirmant début décembre qu'elles avaient mis fin au jumelage parce qu'il n'intéressait personne dans la ville et était dépourvu d'avantages pour la commune,.

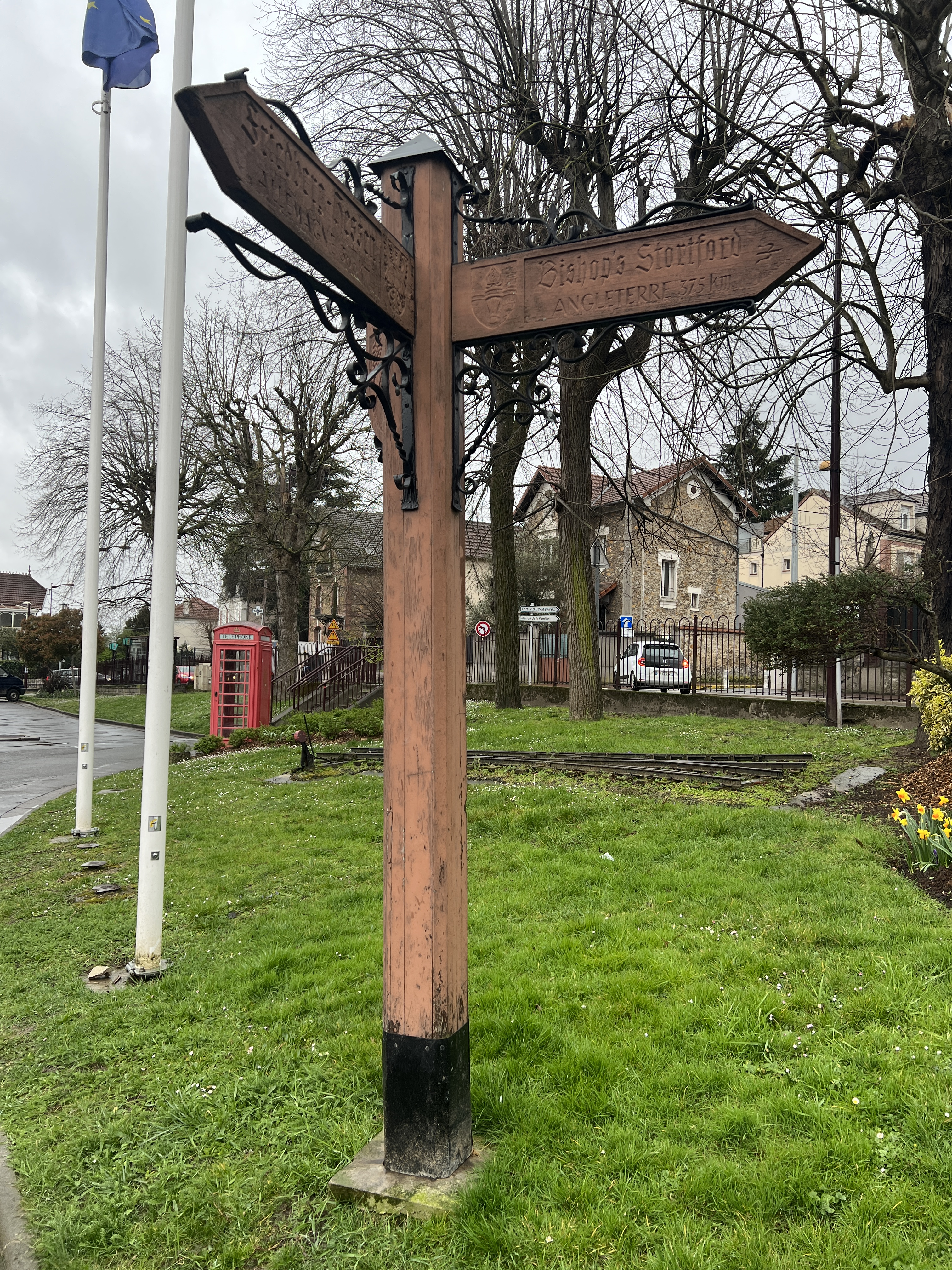
Panneau de direction des villes jumelées près de la mairie.
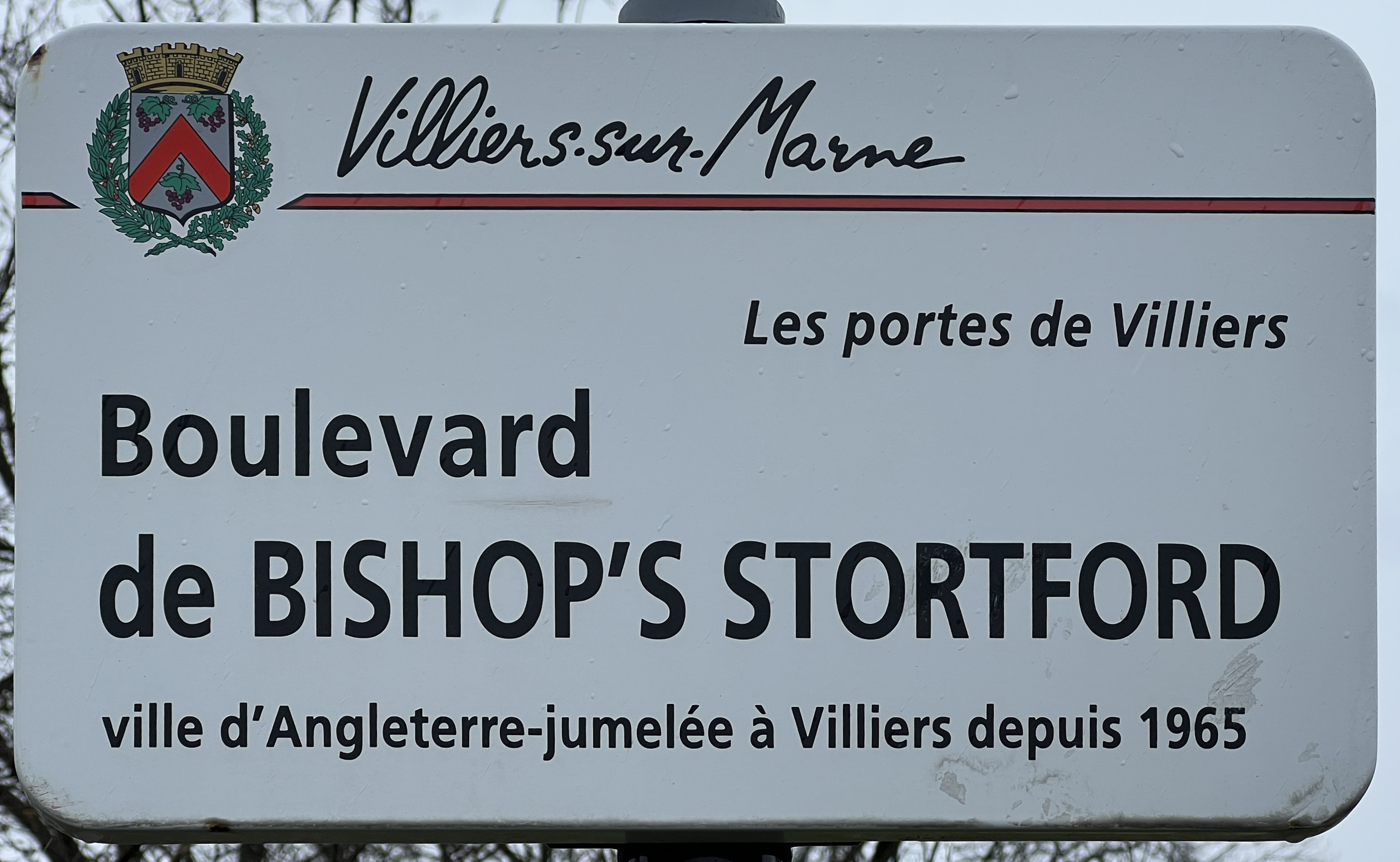
Plaque du boulevard de Bishop's Stortford (devenu boulevard Joséphine Baker en 2022).
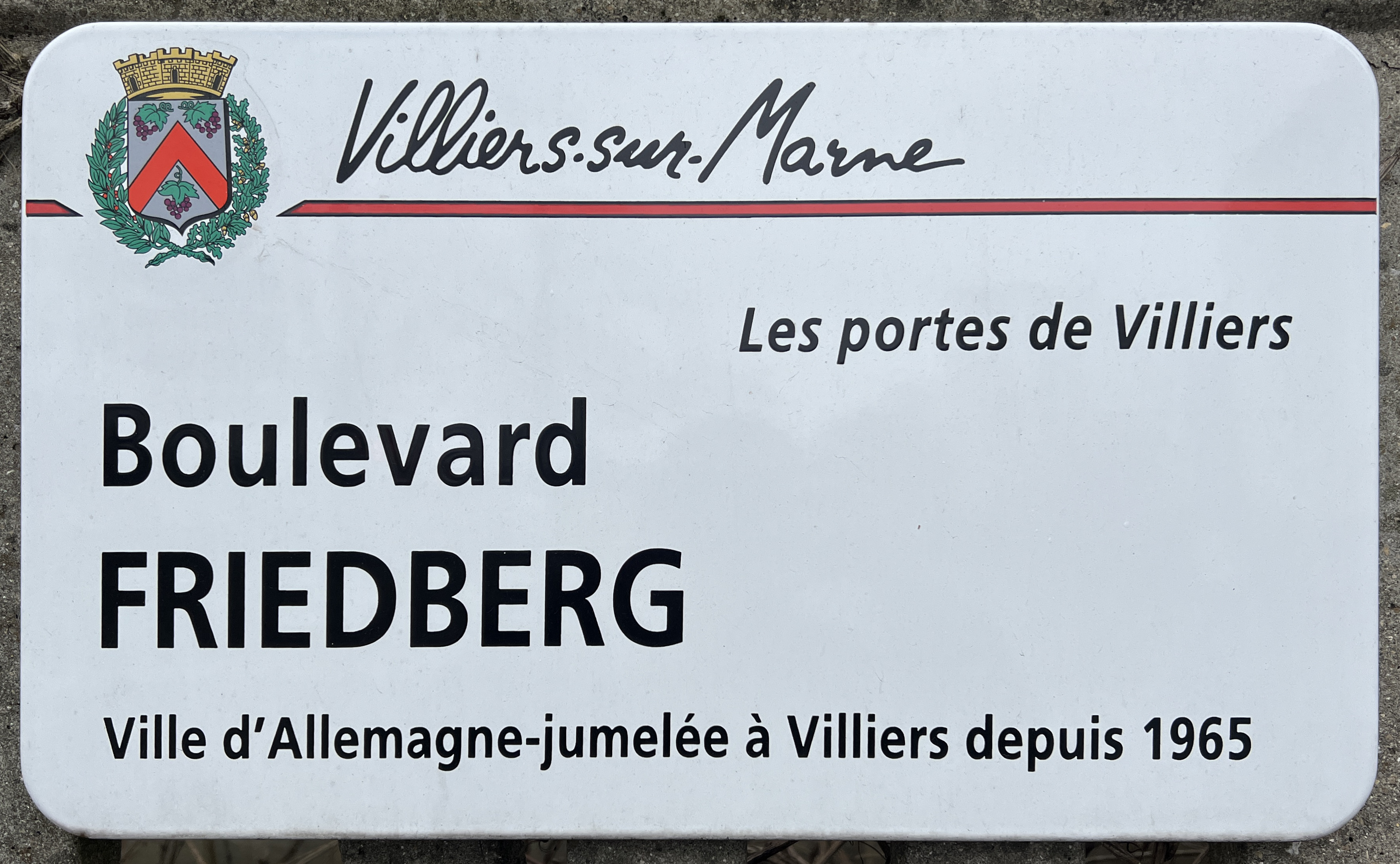
Plaque du boulevard de Friedberg.
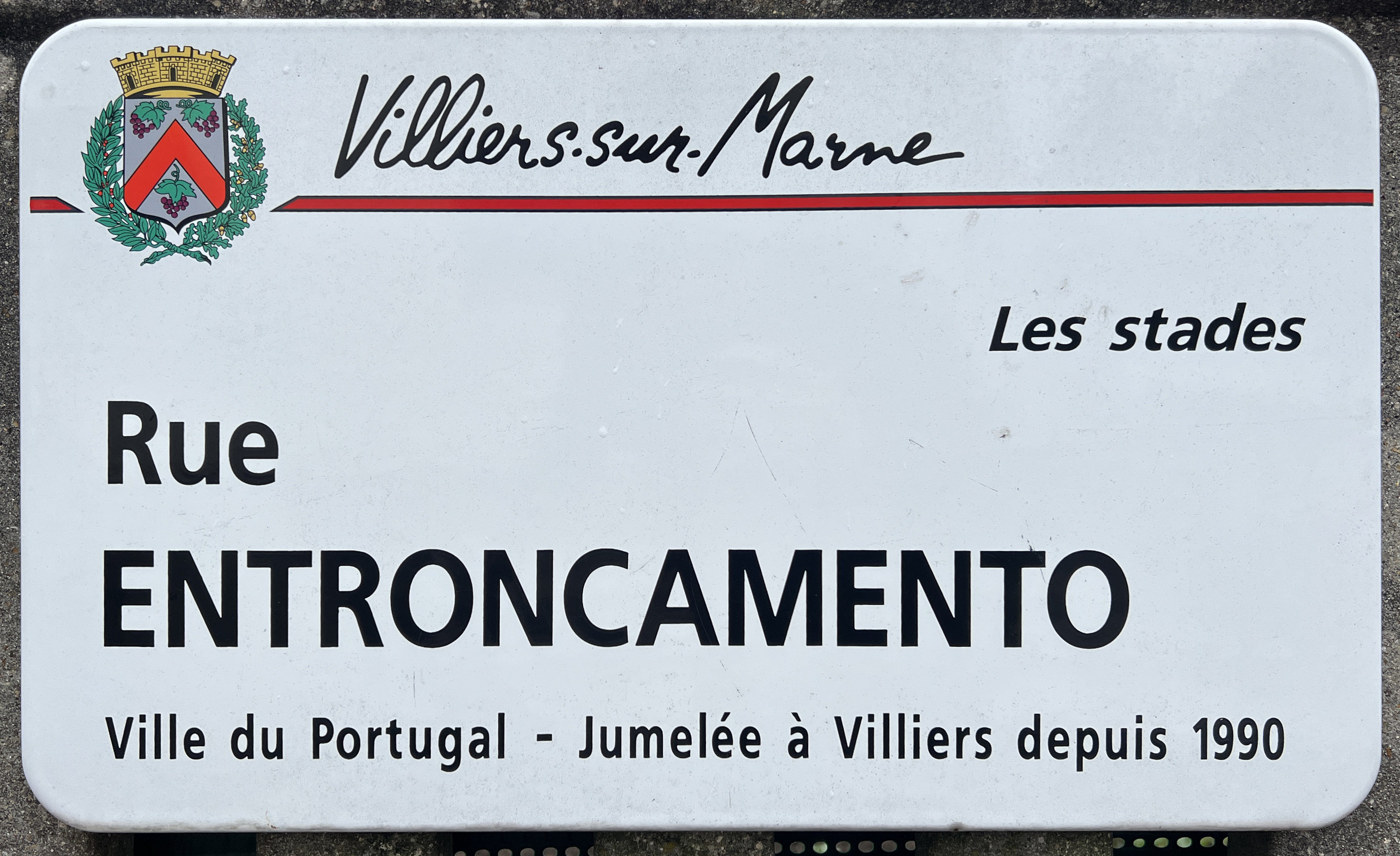
Plaque de la rue Entroncamento.

## Équipements et services publics

### Enseignement

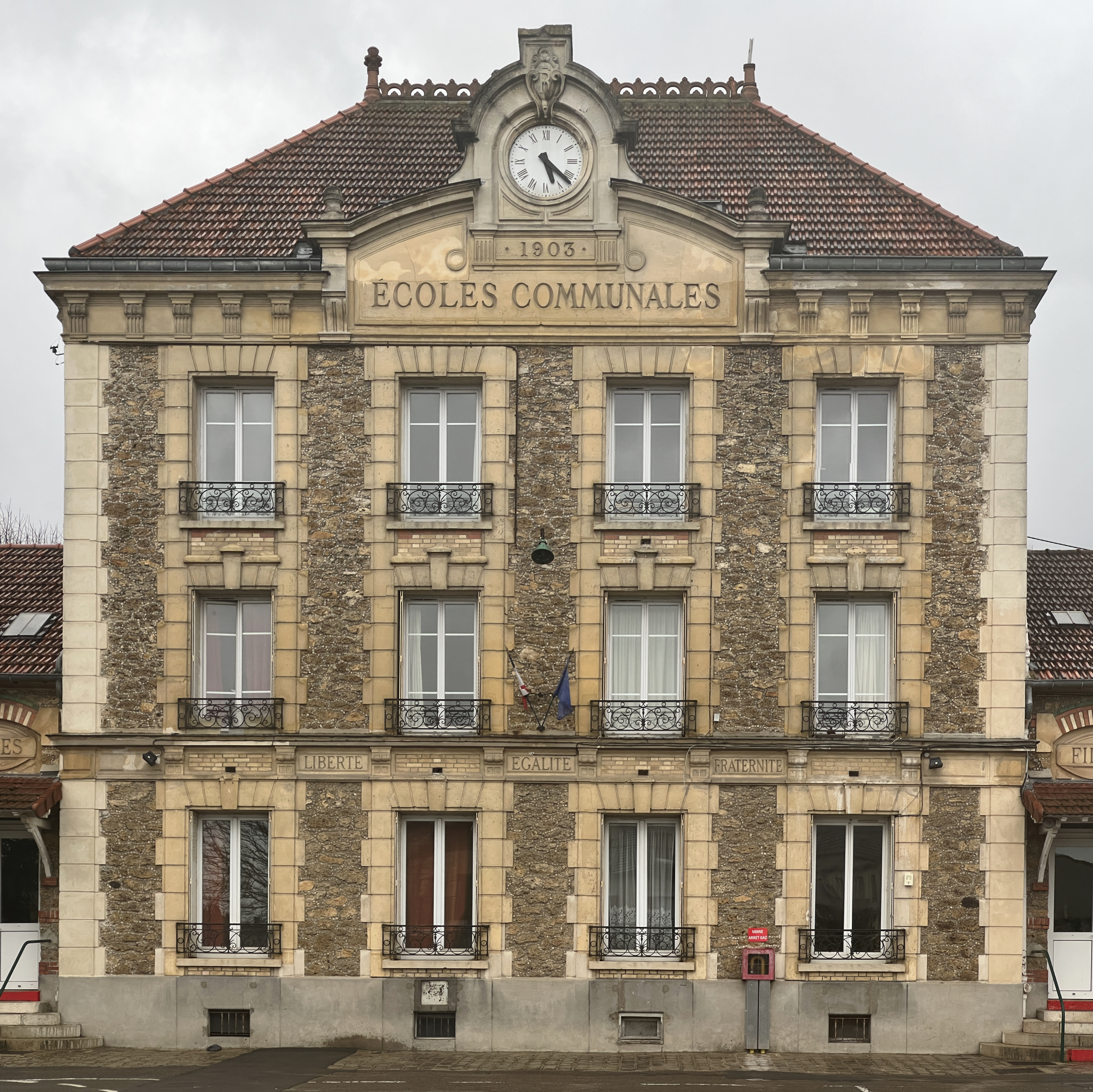
École élémentaire Jules Ferry.

La commune compte sur son territoire :
- 8 écoles maternelles :
  - Jeanne et Maurice Dudragne
  - Théophile Gautier
  - Édouard Herriot
  - Jean Jaurès
  - Charles Péguy
  - Charles Perrault
  - Monique et Jean Renon
  - Simone Veil
- 7 écoles élémentaires :
  - Albert Camus
  - Léon Dauer
  - Jeanne et Maurice Dudragne
  - Jules Ferry
  - Édouard Herriot
  - Jean Jaurès
  - Jean Renon
- 2 collèges publics :
  - Collège Pierre et Marie Curie
  - Collège les Prunais

Il n'y a pas de lycée à Villiers-sur-Marne, les 3 lycées de secteur sont : 
- Lycée Marx Dormoy et Lycée Langevin-Wallon tous les deux situés à Champigny-sur-Marne et le lycée Samuel-de-Champlain situé à Chennevières-sur-Marne.

### Santé
Créé en 1891, le Centre de rééducation fonctionnelle de Villiers-sur-Marne, établissement à but non lucratif du groupe SOS, est spécialisé dans la prise en charge des pathologies et suites d'interventions chirurgicales orthopédiques chez l'enfant et l'adulte.

## Population et société

### Démographie
L'évolution du nombre d'habitants est connue à travers les recensements de la population effectués dans la commune depuis 1793. Pour les communes de plus de 10 000 habitants les recensements ont lieu chaque année à la suite d'une enquête par sondage auprès d'un échantillon d'adresses représentant 8 % de leurs logements, contrairement aux autres communes qui ont un recensement réel tous les cinq ans,.

En 2022, la commune comptait 32 547 habitants, en évolution de +11,36 % par rapport à 2016 (Val-de-Marne : +3 %, France hors Mayotte : +2,11 %).
| 1793 | 1800 | 1806 | 1821 | 1831 | 1836 | 1841 | 1846 | 1851 |
| ---- | ---- | ---- | ---- | ---- | ---- | ---- | ---- | ---- |
| 600  | 718  | 671  | 704  | 744  | 700  | 721  | 765  | 719  |

| 1856 | 1861 | 1866 | 1872 | 1876  | 1881  | 1886  | 1891  | 1896  |
| ---- | ---- | ---- | ---- | ----- | ----- | ----- | ----- | ----- |
| 853  | 824  | 919  | 990  | 1 109 | 1 287 | 1 493 | 1 750 | 2 055 |

| 1901  | 1906  | 1911  | 1921  | 1926  | 1931  | 1936  | 1946  | 1954  |
| ----- | ----- | ----- | ----- | ----- | ----- | ----- | ----- | ----- |
| 1 935 | 2 552 | 3 011 | 3 827 | 5 613 | 6 145 | 7 020 | 7 172 | 9 205 |

| 1962   | 1968   | 1975   | 1982   | 1990   | 1999   | 2006   | 2011   | 2016   |
| ------ | ------ | ------ | ------ | ------ | ------ | ------ | ------ | ------ |
| 13 068 | 15 789 | 22 293 | 22 022 | 22 740 | 26 632 | 29 369 | 27 222 | 29 226 |

| 2021   | 2022   | - | - | - | - | - | - | - |
| ------ | ------ | - | - | - | - | - | - | - |
| 30 669 | 32 547 | - | - | - | - | - | - | - |

### Sports et loisirs
La ville dispose de plusieurs installations sportives : les gymnases Géo André, Yves Querlier, Abel Rospide, Léo Lagrange ; les stades Octave Lapize, Jules Rimet; la piscine municipale « L'hippocampe ». La ville est labellisée "Terre de Jeux 2024" et retenue comme centre de préparation aux jeux en vue d'accueillir des délégations olympiques et paralympiques

### Cultes
Trois lieux de culte sont présents dans la ville de Villiers sur Marne : une église catholique, située dans le centre-ville ainsi qu'une mosquée près du quartier des Hautes Noues. Une synagogue proche de la Mairie est également présente.

## Culture locale et patrimoine

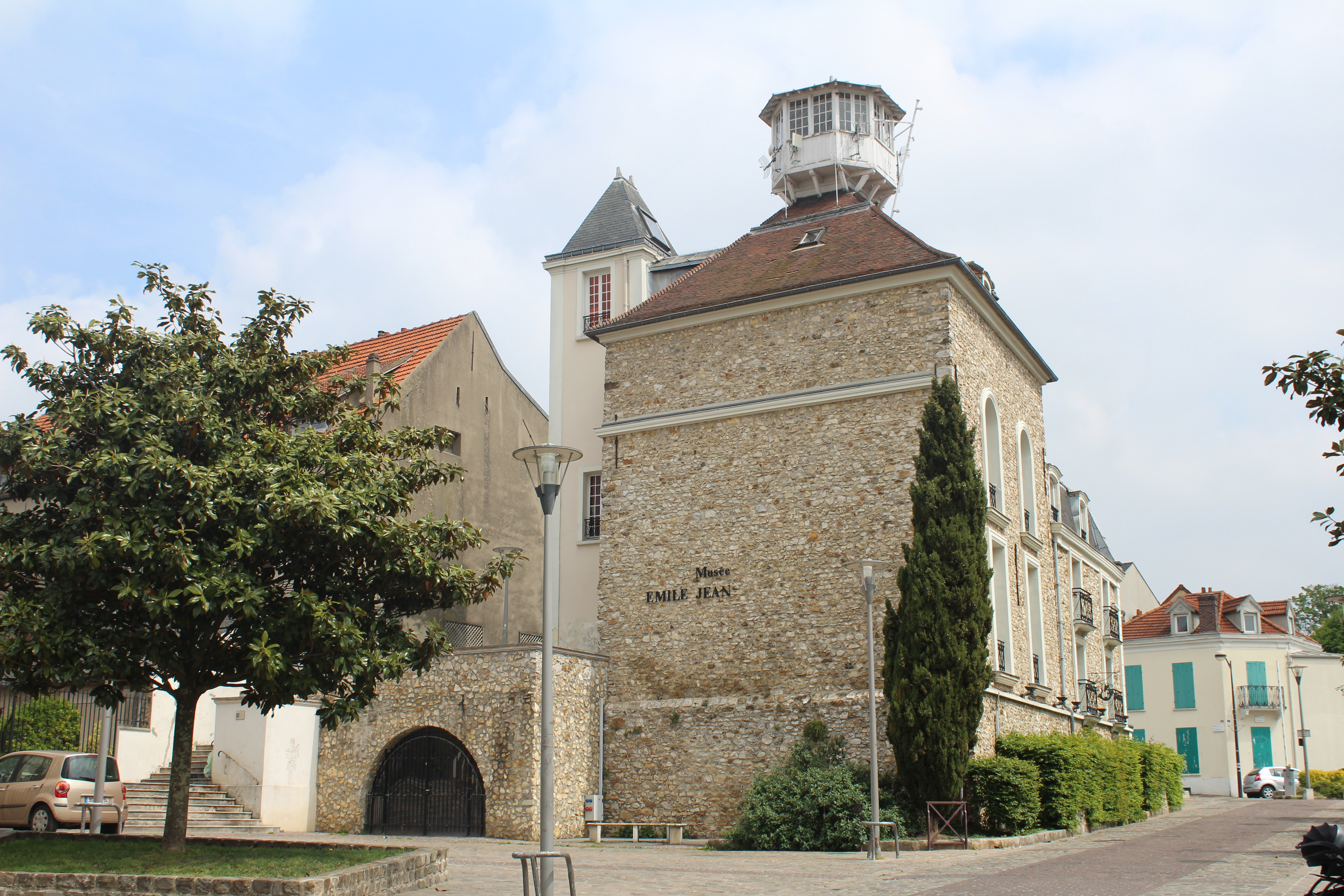
La maison au belvédère (musée municipal Émile-Jean).

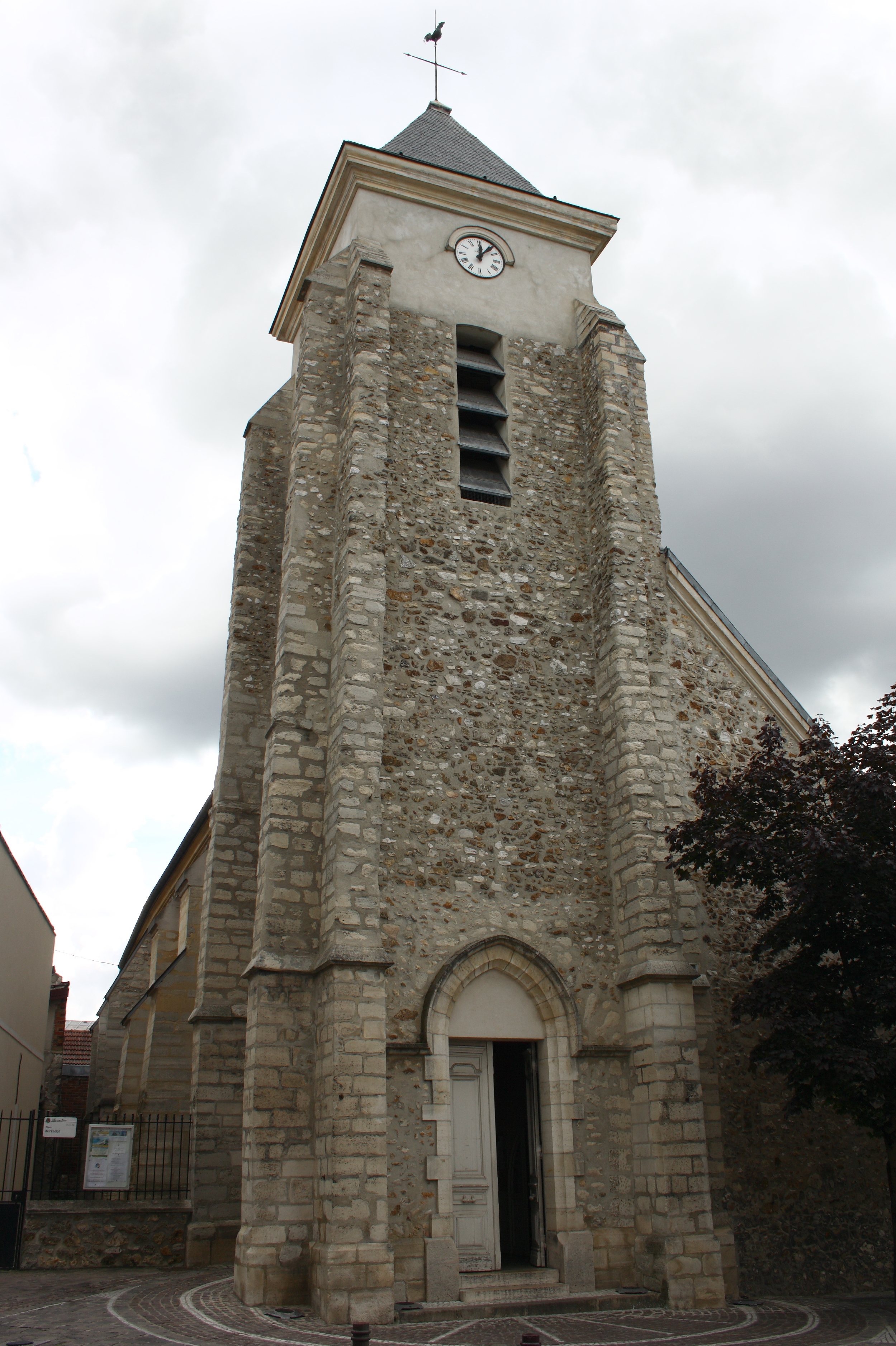
L'église Saint-Jacques-Saint-Christophe.

### Lieux et monuments
- L'église Saint-Jacques-Saint-Christophe.
- Le musée municipal Emile-Jean, fondé en 1973 par la société historique de Villiers.
- La médiathèque Jean-Moulin.
- Le conservatoire de musique et de danse Claude Debussy

### Patrimoine naturel
De nombreux parcs sont présents à Villiers-sur-Marne : le parc du Bois-Saint-Denis, le bois Saint-Martin, le parc Cézanne, le parc Gervaise...

### Personnalités liées à la commune
- Guillaume Budé (1467-1540), humaniste français.
- Le général-baron Gabriel Neigre est mort à Villiers (où il possédait un pavillon de chasse à la place duquel a été construit, en 1873, l'actuelle mairie[32]).
- Octave Lapize (1887-1917), coureur cycliste, vainqueur du tour de France 1910.
- Louis de Funès a passé son enfance à Villiers, où il a fréquenté l'école Jules-Ferry.
- Simone Dat (1927-2018), artiste peintre, a passé son enfance à Villiers[33].
- Claude Perraudin, guitariste et compositeur qui a travaillé avec Jacques Dutronc, Claude François, Serge Lama, a vécu à Villiers entre 1977 et 1982. Deux titres de son album instrumental Mutation 24 rendent hommage à la ville : Les brumes de Villiers et Le petit casino en référence à l'ancien cinéma de Villiers.
- Alain Chapuis, auteur, metteur en scène de théâtre et comédien (Toi zé moi, Kaamelott, Nos amis les Bobos) réside à Villiers avec sa femme Marie Blanche-Chapuis, également actrice
- Osvaldo Rodríguez (1946-2014), peintre, graveur et sculpteur né à Buenos Aires, vécut à Villiers-sur-Marne et y est l'auteur de la sculpture monumentale en fibre de verre et acier Opéra de la vie et de la pensée située dans le quartier des Nangues.
- Pierre Santini, comédien, vécut aussi à Villiers-sur-Marne et s'y est marié.
- Joanne McIver et Christophe Saunière, musiciens (Duo McIver, Pierre Perret, Sinclair, Benjamin Biolay, Orchestre de Paris...) habitent Villiers-sur-Marne.
- Le rappeur Nessbeal, qui vit encore à Villiers-sur-Marne.
- Philipe Meyer, né en 1950 à Villiers-sur-Marne, athlète français ayant battu le record de France du 800 mètres, en 1972, en 1 minute 46 secondes 6 dixièmes (cf. notamment l'Équipe Athlétisme Magazine no 31 du 18 août 1971).
- Vanessa Paradis, chanteuse, née à Saint-Maur-des-Fossés, et qui a passé toute son enfance et son adolescence à Villiers.
- Fabien Onteniente, réalisateur (Jet Set, Camping...) a passé toute son enfance à Villiers, où réside encore sa famille
- Dany Synthé, parolier de talent (Maître Gims, Florent Pagny...), juré de la nouvelle star, a passé toute son enfance et sa jeunesse à Villiers. Il y a appris la musique au conservatoire
- Georges van Parys, auteur d'opérettes, compositeur de plus de 200 musiques de films a vécu et est enterré au cimetière de Villiers-sur-Marne
- Mossi Traoré, styliste à la tête de la marque Mossi, fonde une école de couture en hommage à Madame Grès nommée Les Ateliers d'Alix et basée à Villiers-sur-Marne. Les cours forment aux métiers de la Haute couture et sont ouverts au grand public.
- Marwane Mohammed, sociologue au CNRS, spécialiste de l’islamophobie, de la délinquance et des bandes de jeunes, y réside.

### Héraldique, logotype et devise

Logo de la ville jusqu'en mars 2021.

| Blason de Villiers-sur-Marne | Blason  | D'argent au chevron de gueules accompagné de trois grappes de raisin d'azur tigées et feuillées de sinople. |
| Blason de Villiers-sur-Marne | Détails | Le statut officiel du blason reste à déterminer.                                                            |

## Pour approfondir